# Непорень
Непорень — посёлок при одноимённом железнодорожном разъезде в Трубчевском районе Брянской области в составе Телецкого сельского поселения.

## География
Находится в южной части региона, в зоне хвойно-широколиственных лесов  на расстоянии приблизительно 10 км на юг по прямой от районного центра города Трубчевск.

### Климат
Климат характеризуется как умеренно континентальный, с холодной снежной зимой и относительно тёплым продолжительным летом. Среднегодовая многолетняя температура воздуха составляет 5,5 °С. Средняя температура воздуха самого тёплого месяца (июля) — 18,6 °C (абсолютный максимум — 36 °C); самого холодного (января) — −8,1 °C (абсолютный минимум — −37 °C). Безморозный период длится в среднем 160 дней. Среднегодовое количество атмосферных осадков составляет 600 мм, из которых большая часть (440 мм) выпадает в период с апреля по октябрь. Снежный покров держится в течение 120 дней.

## История
На карте 1941 года разъезд уже был отмечен.

## Население
| 2010 | 2013 |
| ---- | ---- |
| 21   | ↗23  |

Численность населения: 29 человек (русские 100 %) в 2002 году, 21 в 2010.